# Marcin Konstanty Krasicki
Marcin Konstanty Krasicki herbu Rogala (1620–1672) – hrabia cesarstwa, kasztelan przemyski w latach 1671–1672, podczaszy przemyski w latach 1647–1671, pułkownik wojska powiatowego ziemi przemyskiej w 1671 roku.
Poseł na sejm 1649/1650 roku z nieznanego sejmiku. Był elektorem Michała Korybuta Wiśniowieckiego z ziemi przemyskiej w 1669 roku, podpisał jego pacta conventa.  W 1672 roku był deputatem województwa ruskiego na Trybunał Główny Koronny.